# Binningen (Suíça)
Binningen é uma comuna da Suíça, situada no distrito de Arlesheim, no cantão de Basileia-Campo. Tem 4,43 km² de área e sua população em 2018 foi estimada em 15.675 habitantes.